# Jason Rhoades

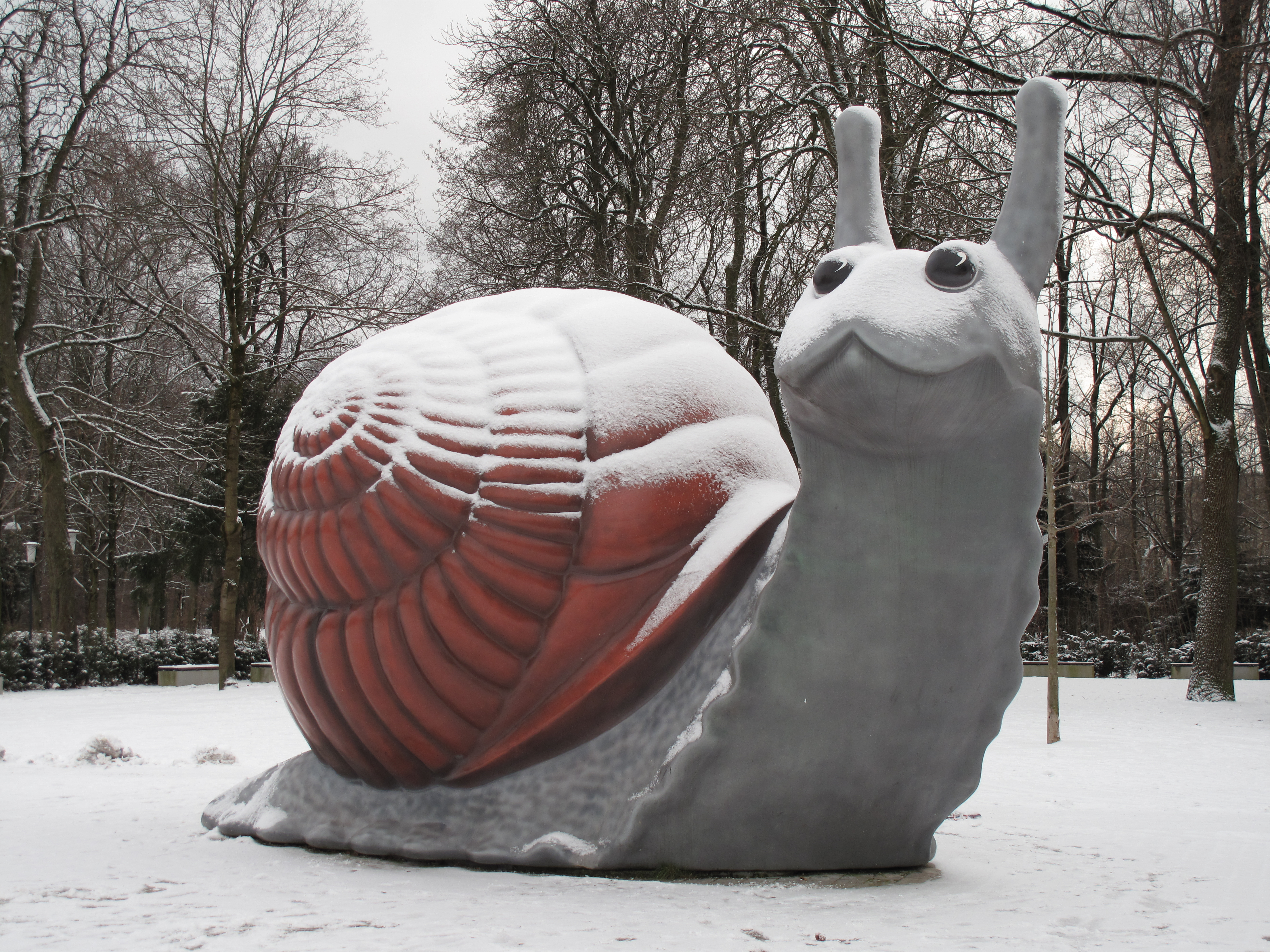
Sweet Brown Snail von Jason Rhoades und Paul McCarthy am Bavariapark und gegenüber dem Verkehrszentrum des Deutschen Museums in München

Jason Fayette Rhoades (* 9. Juli 1965 in Newcastle, Placer County, Kalifornien; † 1. August 2006 in Los Angeles) war ein US-amerikanischer Künstler. Rhoades war bekannt für seine spektakulären Rauminstallationen und raumgreifenden Inszenierungen.

## Leben
Rhoades, Sohn einer kalifornischen Farmerfamilie, besuchte zunächst das California College of Arts and Crafts (CCAC) in Oakland (1985–1986), das San Francisco Art Institute (SFAI) (1986–1988), die Skowhegan School of Painting and Sculpture in Skowhegan (1988) und studierte u. a. bei Paul McCarthy an der UCLA (1991–1993). Nach seiner ersten Einzelausstellung 1993 in der renommierten New Yorker David Zwirner Gallery erzielte er auch den internationalen Durchbruch. Seine Werke wurden vor allem in Europa gezeigt, wie in der Kunsthalle Basel, Villa Arson (Nizza), Kunsthalle Zürich, Hamburger Kunsthalle, Museum  für Moderne Kunst (Frankfurt/M.), Museo Reina Sofía (Madrid) und in der Kunsthalle Wien. Objekte sind in allen renommierten Museen der Welt installiert. 2001 hatte er eine Gastprofessur an der Städelschule in Frankfurt am Main inne und präsentierte im Kunstcontainer Portikus in Frankfurt am Main den „Costner-Complex“.
1999 setzte er in den Hamburger Deichtorhallen die monumentale Objektskulptur „Perfect World“, aus Aluminiumträgern und Holzplattformen bestehend, in eine raumgreifende Szenerie um. Er konstruierte beispielsweise einen riesigen Phallus und präsentierte Leuchtröhren, die alle ein anderes Wort für das weibliche Geschlechtsteil bildeten. 2002 präsentierte er die „PeaRoeFoam“-Skulptur aus Trockenerbsen, Lachseiern und Schaumpolystyrol vor. Sein Objekt „Garage Renovation New York“ ist ein gigantisches Sammelsurium aus Alltagsobjekten, Spiel- und Werkzeugen, Müll und Altpapier; es wurde 2004 bei der Eröffnung der Kunstsammlung von Friedrich Christian Flick im Hamburger Bahnhof – Museum für Gegenwart in Berlin gezeigt. Rhoades hat mit seinen Werken zahlreiche andere junge Künstler inspiriert.
Rhoades, der in Los Angeles lebte und arbeitete, verstarb 41-jährig überraschend im Cedars-Sinai Medical Center, Los Angeles, an Herzversagen. Er hinterlässt seine Frau, die Künstlerin Rachel Khedoori und seine Tochter Rubi.

## Ausstellungen
- 2007 wurden Werke von ihm auf der Biennale in Venedig ausgestellt.
- 2014: Jason Rhoades. Four Roads, Kunsthalle Bremen, Bremen.

## Zitate
„To juggle the impossible was always an issue throughout my work - to take three objects, like a rubber ball, a chain saw and a live African elephant and try to juggle.“